# 184
Cette page concerne l'année 184  du calendrier julien. Pour l'année 184 av. J.-C., voir 184 av. J.-C. Pour le nombre 184, voir 184 (nombre).
L'année 184 est une année bissextile qui commence un mercredi.

## Événements
- 3 avril : début de la révolte des Turbans jaunes en Chine[1]. À la suite d'inondations et de disettes, des milliers de paysans errants se révoltent (Shandong et Henan) sous la conduite des trois frères Zhang (Zhang Jiao, Zhang Bao, Zhang Liang), chefs du mouvement taoïste de la Grande paix. Trahis par un de ses partisans, Tang Zhou, la révolte est écrasée et la majorité des Turbans jaunes se font massacrer à Nanyang au Henan, mais le mouvement ne disparaît pas totalement et on assiste à des résurgences sporadiques pendant les dix ans qui suivent[2].
- 15 octobre : émeutes pendant les Jeux capitolins à Rome[3].

- Après la victoire du légat Ulpius Marcellus sur les Bretons, l'empereur Commode prend le titre de Britannicus[4]. Date possible d'abandon du Mur d'Antonin en Bretagne.

## Décès en 184
- 26 juin : Bo Zhang, officier des Turbans Jaunes.
- Zhang Jiao, Zhang Liang, Zhang Bao, chefs du mouvement des Turbans jaunes.